# Лемковские говоры

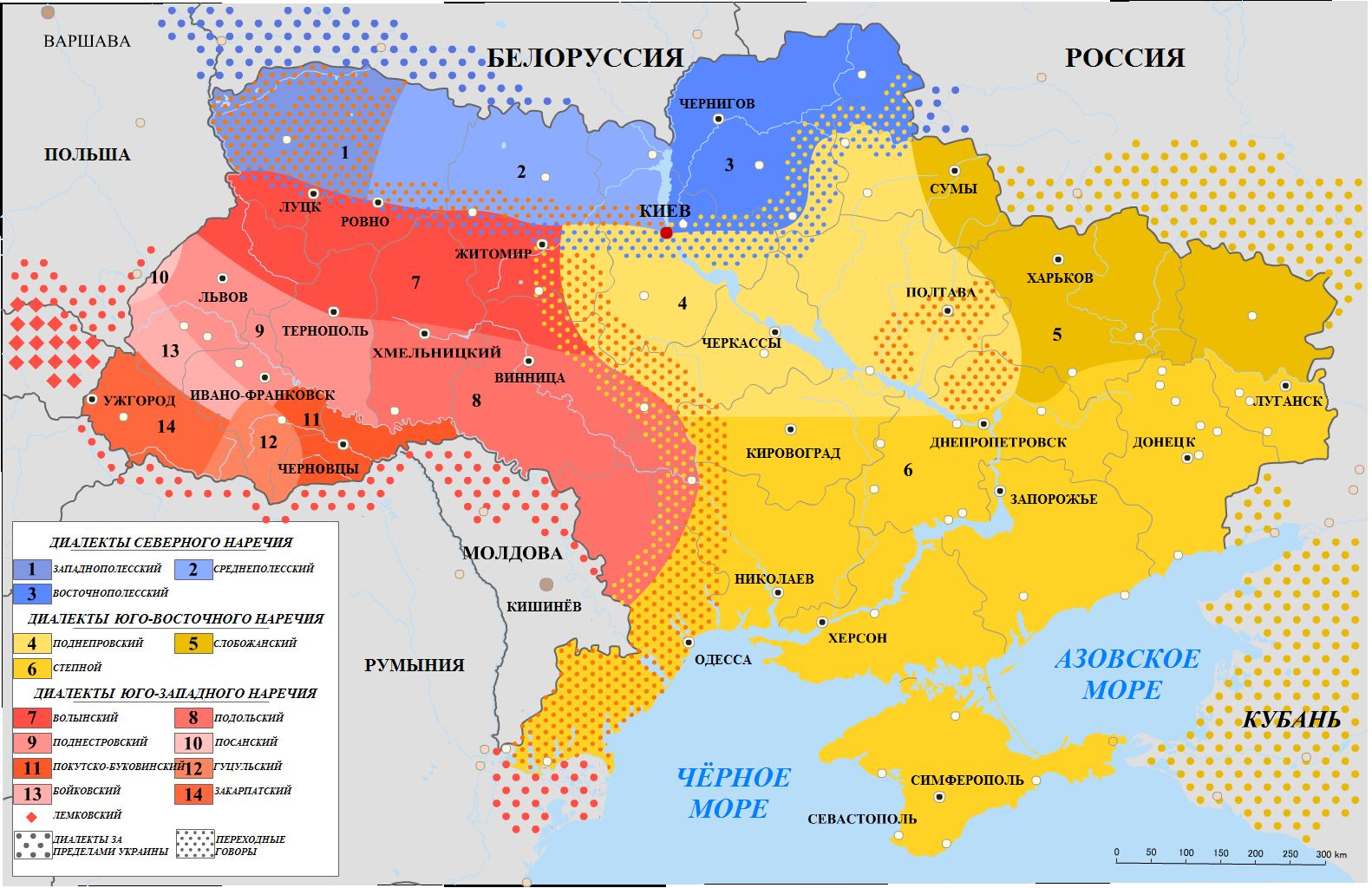
Карта украинских диалектов. Лемковские говоры

Лемковские говоры (также западнокарпатские говоры) — архаичные восточнославянские говоры, которые традиционно рассматриваются как говоры карпатской группы юго-западного наречия украинского языка (исследователи, выделяющие самостоятельный русинский язык, классифицируют лемковские говоры как западные карпаторусинские говоры). Территориально лемковские говоры распространены на Лемковщине: в западных районах Закарпатской области Украины, в восточной Словакии и в Жешувском воеводстве Польши (в горных районах на границе Польши, Словакии и Украины), a с 1945—1947 годов в результате насильственных переселений также в разных частях Украины (Донецкая, Луганская и Кировоградская области) и в разных частях Возвращённых территорий Польши (Легницкое, Кошалинское и Ольштынское воеводство) (после Операции «Висла»).

## Литературные нормы
В Польше лемковские говоры являются официально признанным языком национального меньшинства (лемковский язык), на основе северных (польских) лемковских говоров кодифицирован лемковский литературный язык. В довоенный период кодификацией занимался в основном Мефодий Трохановский, в 1945—1990 гг. лемковский рассматривался в Польше только как диалект украинского языка, с 1990 гг. кодификацией занимаются Генрик Фонтаньский и Мирослава Хомяк.
В Словакии на базе южных лемковских говоров кодифицирован пряшевский вариант русинского литературного языка (взаимопонятен с лемковским диалектом Польши, но отличается более сложными фонетикой и ударением, а также наличием большего числа словацких заимствований).

## Область распространения
Говоры сформировались в XIV—XVI веках вследствие перемещения восточнославянского населения из Надсанья (Саноцкой и Пшемысльской земель) на Карпаты. На востоке лемковские говоры граничат с ареалами бойковских и закарпатских говоров, на юге и западе — со словацкими, на севере — с польскими диалектами.
Различают севернолемковские говоры в Польше и южнолемковские говоры в Словакии.

## Особенности говоров
1. Наличие фиксированного парокситонического ударения (всегда падающего на предпоследний слог), возникшего, вероятно, в результате языковых контактов с говорами польского языка. Последовательно реализуется в лемковских говорах Польши, в украинских лемковских говорах происходит дестабилизация акцентуационной нормы[3].
2. Оппозиция гласных верхнего подъёма: гласный переднего ряда верхнего подъёма [i] — гласный среднего (средне-переднего) ряда верхнего (верхне-среднего) подъёма [у] — гласный заднего (средне-заднего) ряда верхне-среднего подъёма [ы][4].
3. Наличие билабиального [u̯] на месте /l/ перед гласными непереднего ряда [o], [a], [u]. В говорах лемков Украины наблюдается тенденция замены [u̯] переднеязычным [l][5].